# The Lucky One (песня)
The Lucky One (с англ. — «Счастливчик») — песня эстонского поп-певца Уку Сувисте, с которой он представил Эстонию на 65-м песенном конкурсе «Евровидение» в Роттердаме. Бэк-вокалистами во время выступления стали Элерин Тийт, Скотт Мурро, Яагуп Туйск, Раймондо Лайкре и Каарел Орумяги.

## История
Песня была выбрана в результате национального отбора. Уку Сувисте получил возможность участвовать в национальном отборе «Eesti Laul» сразу с полуфинала конкурса и в итоге был вновь избран представителем Эстонии на конкурсе «Евровидение». В финале он набрал 46,1 % голосов от телезрителей. В песне рассказывается об отношениях и о том, что их легко разрушить.
По состоянию на 13 марта 2021 года клип на YouTube-канале Уку Сувисте посмотрели более 200 тысяч раз. Зрители довольно положительно оценили клип и поставили более 3 тысяч лайков. Видео с его выступлением на YouTube-канале песенного конкурса посмотрели более 180 тысяч раз, а клип — более 120 тысяч.